# Lodjur (släkte)
Lodjur eller lokatter (Lynx) är ett släkte inom familjen kattdjur. I Sverige avser man med detta namn främst arten europeiskt lodjur (Lynx lynx).
Lodjur har tofsar på öronen, samt till skillnad från många andra kattdjur kort svans.
Det europeiska lodjuret är väsentligt större än övriga arter.

## Utbredning

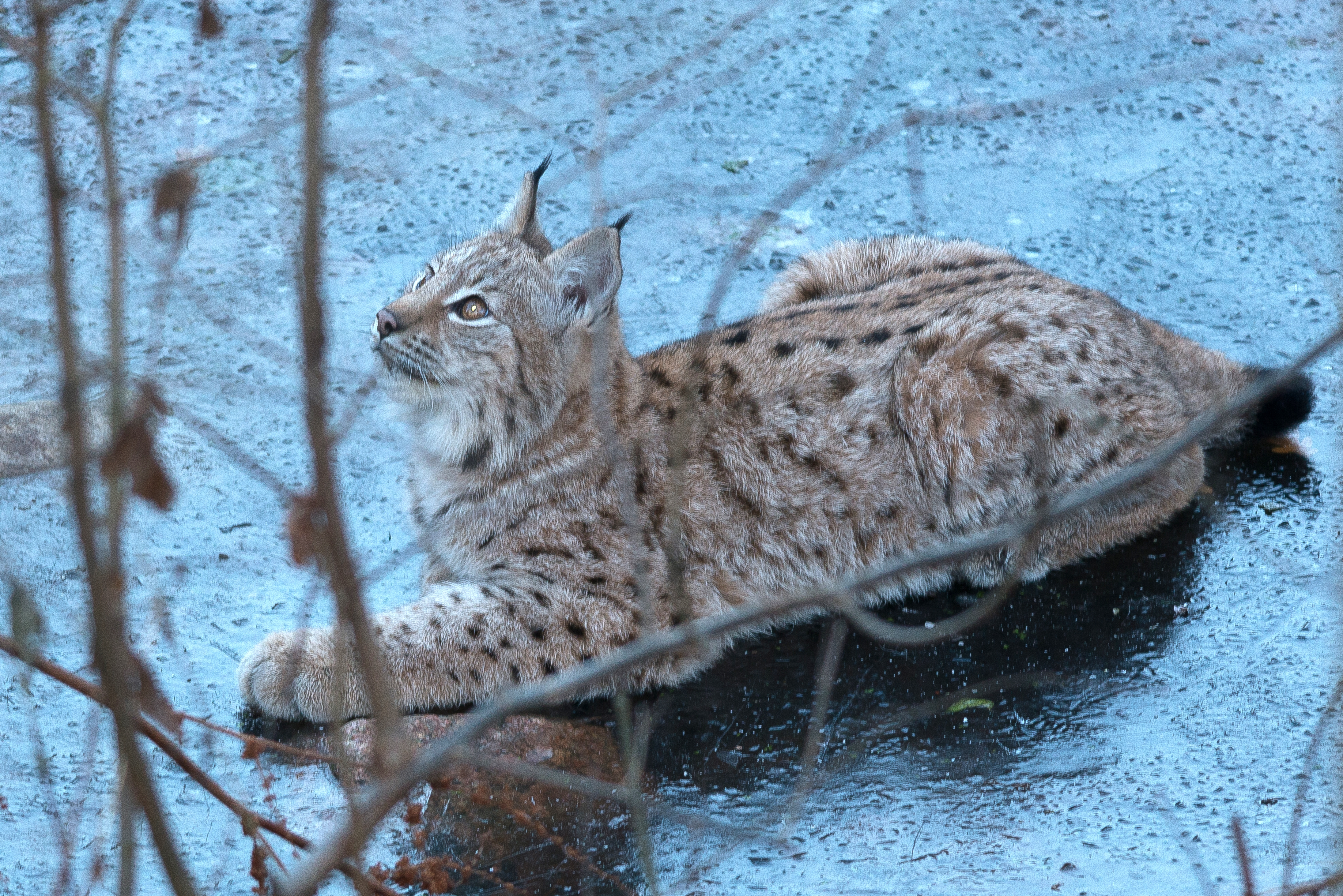
Europeiskt lodjur på Skansen vintertid.

Beroende på art förekommer lodjur i olika delar av Norra halvklotet. Utbredningsområdet för det europeiska lodjuret sträcker sig från västra Frankrike till Stilla havet och söderut till Himalaya. Panterlon förekommer glest fördelat över Iberiska halvön. Det kanadensiska lodjuret lever främst i Kanada och Alaska men finns även i vissa delar av nordvästra USA. Söderut ansluter utbredningsområdet för rödlon som förekommer fram till Tehuantepecnäset i Mexiko.

## Systematik
Lodjur räknas tillsammans med flera andra släkten till underfamiljen små katter (Felinae). Lynx utgörs av fyra arter.
- Europeiskt lodjur (Lynx lynx)
- Kanadensiskt lodjur (Lynx canadensis)
- Panterlo eller Iberiskt lodjur (Lynx pardinus)
- Rödlo (Lynx rufus)

Ökenlon (Caracal caracal) klassificerades tidigare som ett lodjur, därav namnet, men man har i modernare studier upptäckt att de inte är nära släkt.